# 하일랜즈 고속도로

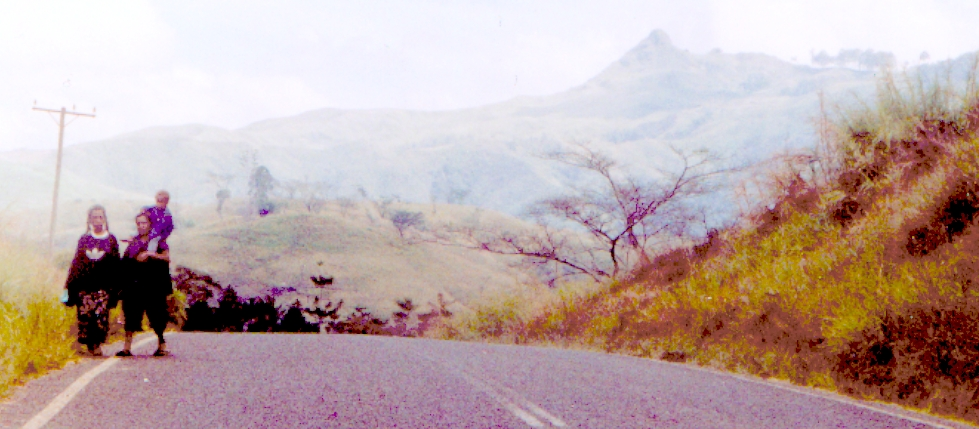
하일랜즈 고속도로

하일랜즈 고속도로(Highlands Highway)는 파푸아뉴기니의 주요 내륙 교통로로, 하일랜즈 지역과 해안 지역의 여러 주요 도시들을 연결하고 있다.
하일랜즈 고속도로는 라에에서 시작하여 마캄 계곡을 통해 이어진다. 이후 한 갈래는 마당주의 라무 계곡으로 이어지며 주도 마당에서 끝난다. 마캄 계곡에서 하일랜즈 방향으로는 해발 1500 m의 카삼 고개를 넘어 이스턴하일랜즈주로 이어진다. 이후 주도인 고로카를 거쳐 해발 2478 m의 다울로 고개를 지나쳐 심부주로 들어가 주도 쿤디아와로 이어진다. 이후 와기 계곡을 통해 웨스턴하일랜즈주로 접어들어 주도 마운트하겐으로 이어지다가 토고파라는 작은 마을에서 갈라진다. 남쪽 갈래는 서던하일랜즈주의 주도 멘디를 통해 타리로 이어진다. 다른 갈래는 엥가주로 들어가 주도 와바그를 거쳐 포르게라 금광에서 끝난다.
고속도로의 대부분은 2차선 화물 수송로로 도로 상태는 극히 불량하였으나 2006년 오스트레일리아 정부의 지원으로 인해 재포장되었다. 또한 특히 마운트 하겐 서쪽에서 "라스콜"로 불리는 수많은 노상강도들이 출몰하는 것으로 악명이 높다.